# Miller-Balsamo

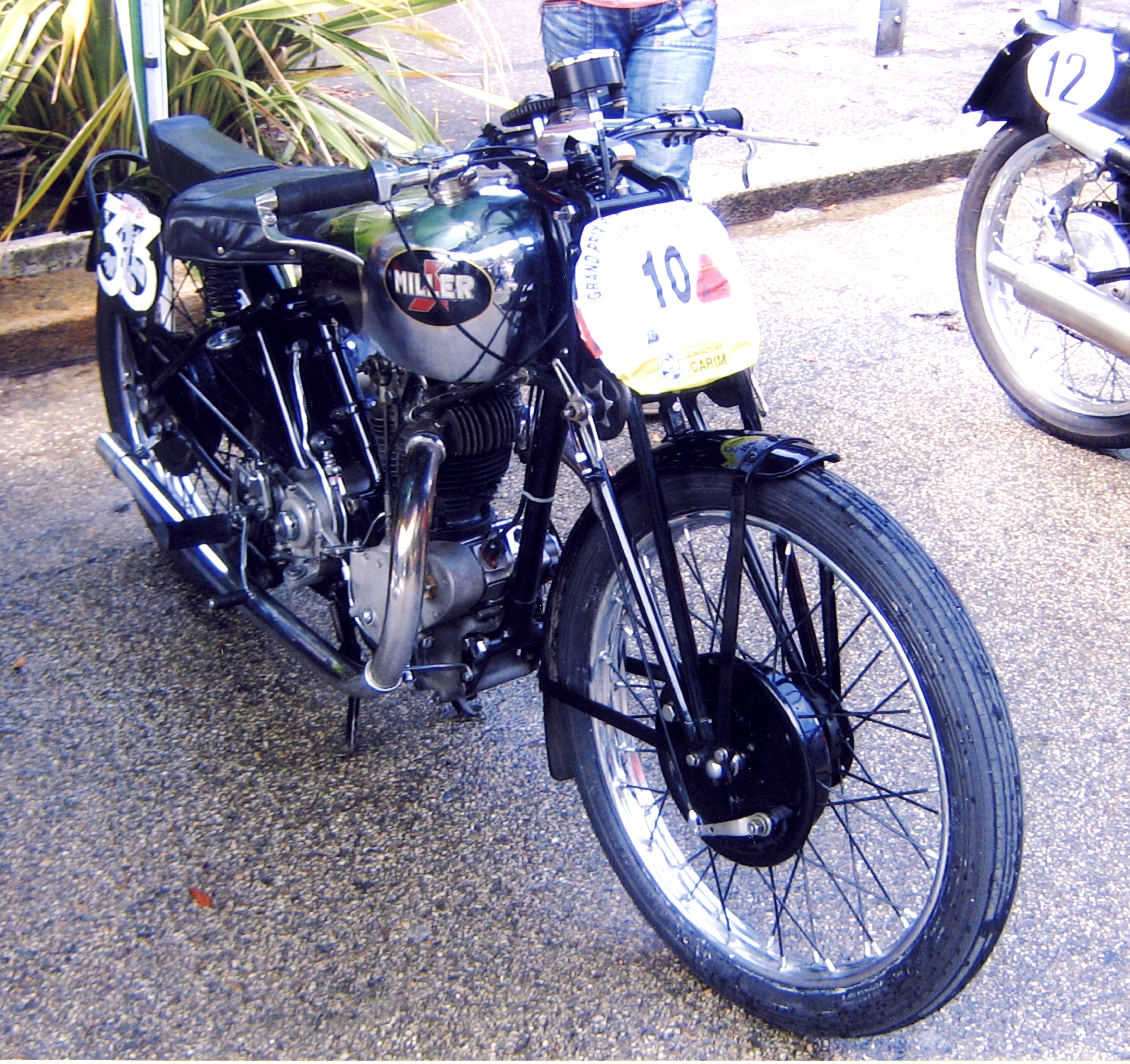
Miller-Balsamo 500 Competizione met Rudge-Python 4V motor

Miller-Balsamo is een historisch Italiaans motorfietsmerk dat werd opgericht door de broers Ernesto, Edgardo en Mario Balsamo. Zij waren aanvankelijk importeurs van het Amerikaanse merk Excelsior en de Britse Ariel. In 1921 gingen ze eigen motorfietsen produceren. Het betrof 123 cc-tweetakten en 173 cc-modellen met Moser-, Python- en eigen kopklepmotoren. In 1924 brachten ze de Excelsiorettefiets met hulpmotor op de markt, die echter geen succes werd. Later kwamen er 248-, 348- en 498 cc-modellen met Python-vierklepskopklepmotoren en vanaf 1934 een 98 cc met Sachs-blok. Daarnaast produceerden ze een 246 cc-kopklepper met eigen motorblok. 
Tijdens de Tweede Wereldoorlog produceerde Miller-Balsamo kennelijk door, want er verschenen in die jaren nog 98 cc- en 200 cc-modellen. Hierna kwamen er tweetakten van 123- tot 246 cc en een 249 cc-kopklepper. Na 1950 kwamen er geen nieuwe modellen meer, behalve een bromfiets die in 1957 verscheen. 